# Volkswagen Passat B6
La sixième génération de la Volkswagen Passat est présentée pour la première fois au salon de Genève en mars 2005 et lancée en Europe à l'été 2005. La calandre reprend le style de sa devancière mais la forme générale est plus moderne et moins classique. Elle perd pour la première fois son profil à trois glaces latérales. Disponible en boite manuelle cinq et six vitesses ainsi qu'avec la boite automatique DSG6 qui deviendra DSG7 sur la génération suivante.
Contrairement à sa devancière, la B6 Passat ne partageait plus sa plate-forme avec le modèle équivalent d'Audi (l'Audi A4). Basée sur une version modifiée de la plate-forme PQ46 de la Golf V, la B6 présentait une disposition de moteur transversale plutôt que longitudinale comme les générations B3 et B4 précédentes.
L'agencement transversal du moteur de la version à quatre roues motrices, commercialisé sous le nom de 4motion, a dicté le passage du différentiel central Torsen du B5 à l'embrayage multidisque Haldex Traction. Le passage au système Haldex modifie également la tenue de route d'une voiture telle une traction avant. Comparé au Torsen, le Haldex dirige le couple principalement sur les roues avant (de 100/0 à 50/50 de taux avant-arrière), offrant ainsi une plage différente des 75/25 à 25/75 du Torsen de la Passat B5. Le Haldex est un système de type semi-permanent, se comportant comme un véhicule à traction avant jusqu'à ce qu'un glissement soit détecté, point auquel un maximum de 50% du couple peut être transmis à l'essieu arrière. Consultez l'article Transmission intégrale lié à Audi pour plus d'informations.
L'injection directe de carburant est utilisée dans chaque version essence de la Passat, allant de 1,4 à 3,6 litres. Mais le diesel à injection directe turbocompressé (TDI) reste alors la version la plus recherchée en Europe.
En février 2008, les moteurs diesels de 2.0 litres précédemment utilisés avec des injecteurs-pompes (PDE en allemand) ont été progressivement remplacés par des moteurs tout aussi puissants avec injection à rampe commune. Les nouveaux moteurs sont de plus en plus silencieux. Ces moteurs étaient également destinés à la prochaine Audi A3 et à la Golf VI. Ce moteur était déjà disponible dans la nouvelle génération de l'Audi A4 et du Volkswagen Tiguan.
La mi-2009 a été suivie de l'introduction d'une version BlueMotion pour le moteur 1,4 litre TSI, qui satisfait alors à la norme antipollution EURO 5.
Vendue sur pratiquement tous les marchés où elle prend différentes appellations, la Passat cèdera sa place à la septième génération en 2010.

## Motorisations

### Motorisations essence
| Modèle           | Code Moteur    | Injection | Cylindres/ Soupapes | Cylindrée | Puissance Maximale                   | Couple Maximal               | Production      |
| 1.4 TSI          | CAXA           | Direct    | 4/16                | 1 390 cm3 | 90 kW (122 ch) à 5 000 tr/min        | 200 N m à 1 500–4 000 tr/min | 10/2007–07/2010 |
| 1.4 TSI EcoFuel  | CDGA           | Direct    | 4/16                | 1 390 cm3 | 110 kW (150 ch) à 5 500 tr/min       | 220 N m à 1 500–4 500 tr/min | 01/2009–07/2010 |
| 1.6 MPI          | BSE, BSF, CCSA | Indirecte | 4/8                 | 1 595 cm3 | 75 kW (102 ch) à 5 600 tr/min        | 148 N m à 3 800 tr/min       | 03/2005–04/2010 |
| 1.6 FSI          | BLF, BLP       | Direct    | 4/16                | 1 598 cm3 | 85 kW (115 ch) à 6 000 tr/min        | 155 N m à 4 000 tr/min       | 02/2005–04/2008 |
| 1.8 TSI          | BZB            | Direct    | 4/16                | 1 798 cm3 | 118 kW (160 ch) à 5 000 tr/min       | 250 N m à 1 500–4 200 tr/min | 10/2007–07/2010 |
| 1.8 TSI          | CDAA           | Direct    | 4/16                | 1 798 cm3 | 118 kW (160 ch) à 4 500–6 200 tr/min | 250 N m à 1 500–4 500 tr/min | 10/2008–07/2010 |
| 2.0 FSI          | BLR, BVX, BVY  | Direct    | 4/16                | 1 984 cm3 | 110 kW (150 ch) à 6 000 tr/min       | 200 N m à 3 500 tr/min       | 02/2005–04/2010 |
| 2.0 TFSI         | AXX, BWA       | Direct    | 4/16                | 1 984 cm3 | 147 kW (200 ch) à 5 100–6 000 tr/min | 280 N m à 1 800–5 000 tr/min | 09/2005–12/2007 |
| 2.0 TSI          | CAWB           | Direct    | 4/16                | 1 984 cm3 | 147 kW (200 ch) à 5 100–6 000 tr/min | 280 N m à 1 700–5 000 tr/min | 01/2008–07/2010 |
| 3.2 V6 FSI (VR6) | AXZ            | Direct    | 6/24                | 3 168 cm3 | 184 kW (250 ch) à 6 250 tr/min       | 330 N m à 2 750–3 750 tr/min | 03/2006–07/2010 |
| R36 (FSI) (VR6)  | BWS            | Direct    | 6/24                | 3 597 cm3 | 220 kW (299 ch) à 6 600 tr/min       | 360 N m à 2 400–5 300 tr/min | 01/2008–07/2010 |

### Motorisations Diesel
| Modèle                         | Code Moteur   | Cylindres/ Soupapes | Cylindrée | Puissance Max.                 | Couple Max.                  | Production      |
| 1.6 TDI Common-Rail BlueMotion | CAYC          | 4/16                | 1 598 cm3 | 77 kW (105 ch) à 4 400 tr/min  | 250 N m à 1 500–2 500 tr/min | 08/2009–07/2010 |
| 1.9 TDI Injecteur-pompe        | BKC, BXE, BLS | 4/8                 | 1 896 cm3 | 77 kW (105 ch) à 4 000 tr/min  | 250 N m à 1 900 tr/min       | 08/2004–10/2008 |
| 2.0 TDI Common-Rail            | CBDC          | 4/16                | 1 968 cm3 | 81 kW (110 ch) à 4 200 tr/min  | 250 N m à 1 500–2 500 tr/min | 10/2008–07/2010 |
| 2.0 TDI Injecteur-pompe        | BWV           | 4/16                | 1 968 cm3 | 88 kW (120 ch) à 4 000 tr/min  | 320 N m à 1 750–2 500 tr/min | 03/2006–02/2008 |
| 2.0 TDI Injecteur-pompe        | BVE           | 4/16                | 1 968 cm3 | 90 kW (122 ch) à 4 000 tr/min  | 320 N m à 1 750–2 500 tr/min | 02/2005–02/2006 |
| 2.0 TDI Injecteur-pompe        | AZV           | 4/16                | 1 968 cm3 | 100 kW (136 ch) à 4 000 tr/min | 320 N m à 1 750–2 500 tr/min | 02/2005–02/2008 |
| 2.0 TDI Injecteur-pompe        | BMA           | 4/8                 | 1 968 cm3 | 100 kW (136 ch) à 4 000 tr/min | 320 N m à 1 750–2 500 tr/min | 02/2005–02/2008 |
| 2.0 TDI Injecteur-pompe        | BKP           | 4/16                | 1 968 cm3 | 103 kW (140 ch) à 4 000 tr/min | 320 N m à 1 750–2 500 tr/min | 02/2005–02/2008 |
| 2.0 TDI Injecteur-pompe        | BMP           | 4/8                 | 1 968 cm3 | 103 kW (140 ch) à 4 000 tr/min | 320 N m à 1 800–2 500 tr/min | 02/2005–02/2008 |
| 2.0 BlueTDI Common-Rail        | CBAC          | 4/16                | 1 968 cm3 | 105 kW (143 ch) à 4 200 tr/min | 320 N m à 1 750–2 500 tr/min | 01/2009–07/2010 |
| 2.0 TDI Injecteur-pompe        | BMR           | 4/16                | 1 968 cm3 | 125 kW (170 ch) à 4 200 tr/min | 350 N m à 1 800–2 500 tr/min | 10/2005–04/2008 |
| 2.0 TDI Common-Rail            | CBBB          | 4/16                | 1 968 cm3 | 125 kW (170 ch) à 4 200 tr/min | 350 N m à 1 750–2 500 tr/min | 03/2008–07/2010 |

### Passat R36

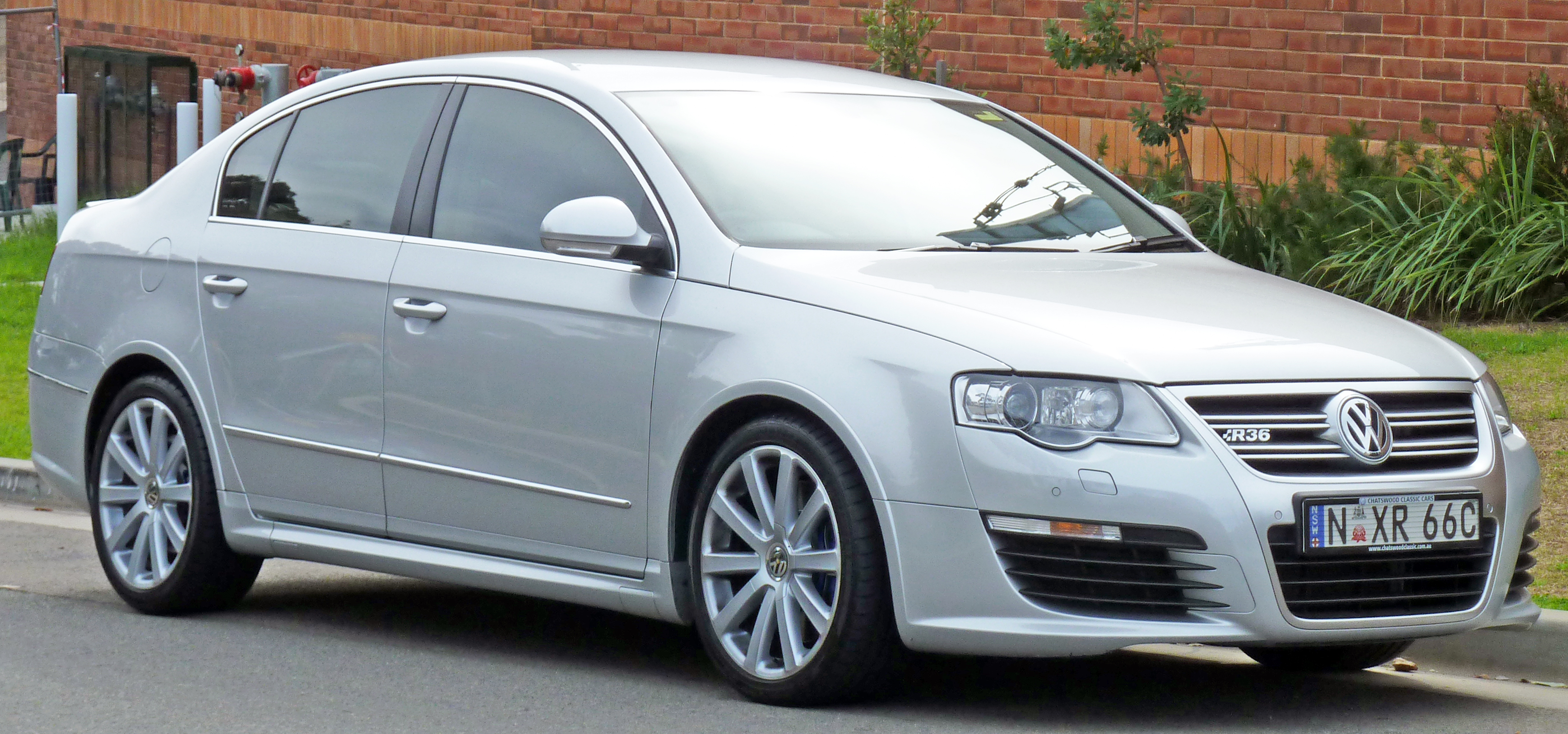
VW Passat R36 4 portes (Australie)

La Volkswagen Passat R36 n'est pas sans rappeler la Passat B5.5 W8 : c'est une deuxième tentative de la part de Volkswagen de transformer cette berline familiale en véhicule à vocation sportive. Et nous pouvons affirmer que ce défi est relevé, avec un moteur V6 3.6 atteignant les 300 chevaux.
Cette Passat, la plus puissante jamais produite par Volkswagen, n'a été commercialée en France qu'en version break (SW), de 2008 à 2010.. Près de 7000 unités auraient été produites en Europe toutes carrosseries confondues, break ou berline, même si cette dernière est un peu moins répandue. 
Ce modèle est très prisé des amateurs de voitures sportives, il n'y en a que très peu en France, et même dans le monde entier.
Concernant l'intérieur de la voiture, cela reste assez soigné, mais presque rien ne la différencie d'une Passat normale, mis à part les sièges Recaro. L'extérieur est très discret, seuls les vrais amateurs sauront différencier une Passat TDI d'une Passat R36, grâce notamment aux étriers de frein bleus, ainsi qu'aux doubles sorties d'échappement, propres à la série R36 (et R32 pour les Golf).

### Passat CC

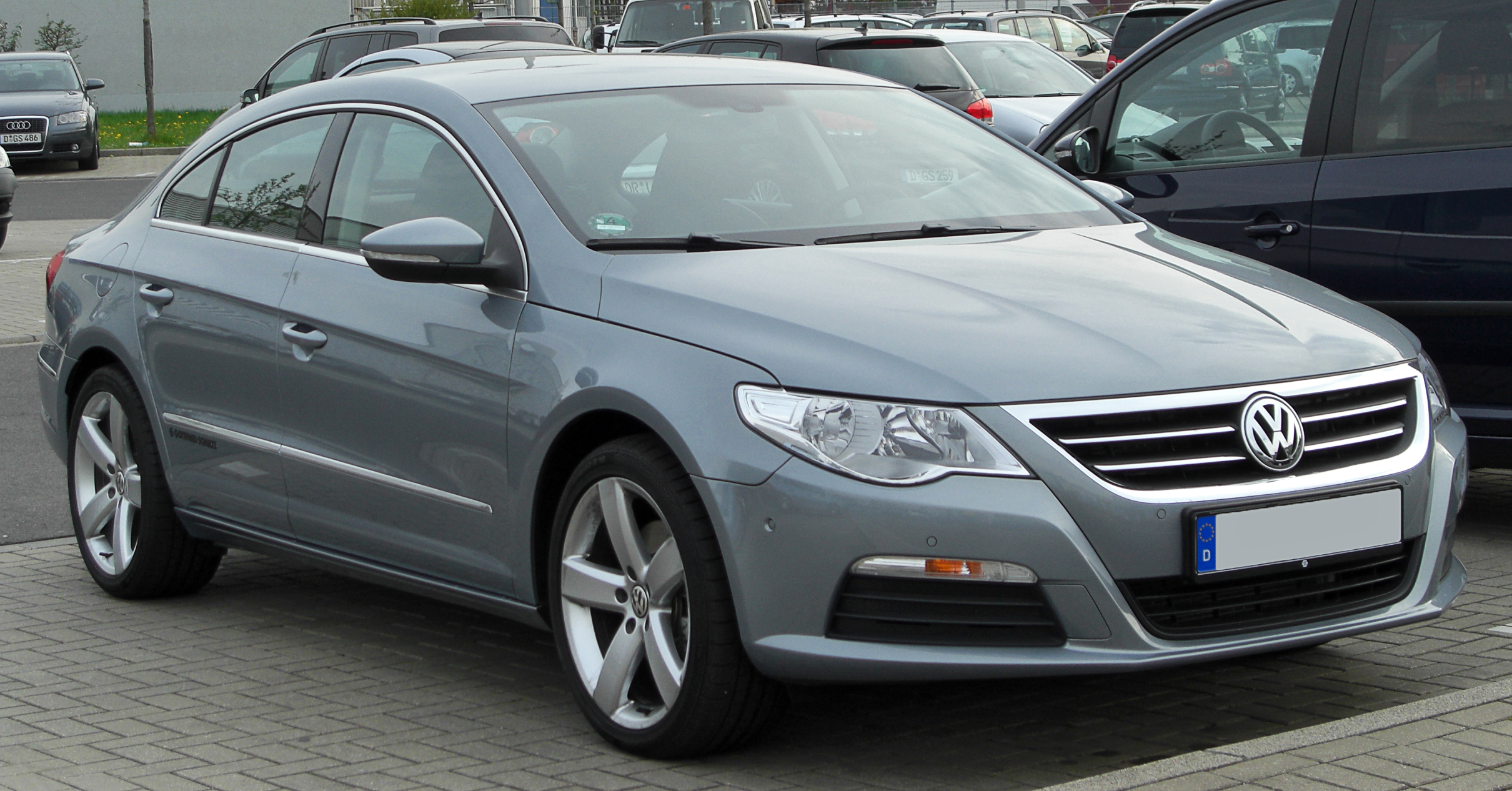
Passat CC